# Aviación virtual
Se conoce como aviación virtual al conjunto de personas y organizaciones dedicadas al vuelo simulado (bien sea en Microsoft Flight Simulator, X-Plane o cualquier otro simulador) mediante computadores. Muchas de estas organizaciones simulan las operaciones de aerolíneas reales, como es el caso de las aerolíneas virtuales. Otras organizaciones proporcionan los medios y recursos necesarios para el control del tráfico aéreo en línea, las más importantes y conocidas son IVAO (International Virtual Aviation Organization) y VATSIM (Virtual Air Traffic Flight Simulation Network).

## Líneas aéreas virtuales
- Aerocat Virtual - Líneas aéreas virtuales de Cataluña
- Aerofast Virtual - Aerolínea virtual chilena
- Aerojet Virtual – Aerolina virtual con vuelos privados vip
- Aerolínea South Virtual - Línea aérea virtual latinoamerincana
- Aerolíneas Cobra Virtual- Línea aérea virtual Chárter
- AeroMuisca VA  - Línea aérea virtual colombiana
- Air Nubeiro[1] - Aerolínea virtual de Galicia, España
- AirBilbao Virtual – Aerolínea virtual Española
- AirHispania - Línea Aérea Virtual Española
- AirSpain - Aerolínea Virtual Española
- AirTenerife - Aerolínea Virtual Canaria
- Airvalencia[2]- Aerolínea Virtual Española, la más grande valenciana, certificada en VATSIM e IVAO.
- Alair Virtual Airlines - Aerolina Virtual Española
- AlAndalus Airlines - Línea Aérea Virtual Española
- Alas de Colombia - Línea Aérea Virtual Colombiana
- Albatros Virtual - Línea Aérea Virtual Española
- American Flight Airways líneas aéreas virtuales– Latin America
- Anyway Virtual Airlines[3] - Aerolínea Virtual Española
- Argavirtual Aerolíneas - Aerolínea virtual Española.
- Breogan Airways - Línea Aérea Virtual de Galicia
- CASvirtual - Club Aéreo de Santiago Virtual
- Clickair Virtual – Aerolina virtual Española
- Coljet VA - Aerolínea Virtual Colombiana  / Coljet.com.co
- Colombian VA - Aerolínea Virtual Colombiana / ColombianVA.com
- Comunidad Escuela de Flight Simulator Aerolínea, - Línea Aérea Virtual Española
- Copa Virtual Airlines, - Línea Aérea Virtual Panameña
- Europe Airways - Línea Aérea Virtual Española
- Flyant Virtual - Aerolínea Virtual Española
- Líneas Aéreas Costarricenses (Lacsa)-Línea virtual costarricense
- Odysseus Virtual - Aerolínea Virtual Cubana
- Perseo Airlines VA - Aerolínea Virtual Española
- Pivico Air VA - Pilotos Virtuales Colombia
- SAV Colombia - Servicios Aéreos Virtuales de Colombia
- Servicios Aéreos Nacionales s.a (Sansa)-Línea virtual costarricense
- SkyJet Virtual Airlines - Holding latinoamericano
- SouthVirtual - Ex LanVirtual.com
- Spantax LAV - Línea Aérea Virtual Española
- SUR AIR System - Desde 1996 es la Primera aerolínea virtual de origen latinoamericano. HUB´s México y Argentina. Próxima apertura de HUB´s para todos los países.
- TAME Virtual - Línea Aérea Virtual del Ecuador
- Transportes Aéreos Globales TAG - Compañía Aérea Virtual Multiplataforma
- Travel Sky Alliance Virtual - Sky Airline